# Yasuhiko Tachibana
Yasuhiko Tachibana  (jap. 立花 泰彦, Tachibana Yasuhiko; * 1955) ist ein japanischer Jazzmusiker (Kontrabass).
Yasuhiko Tachibana spielte Ende der 1970er-Jahre in der Bigband Toshiyuki Miyama and New Herd, mit der auch erste Plattenaufnahmen entstanden (So Long Charles). In den 90ern war er Mitglied der Band Betsuni Nanmo Klezmer, mit der er 1995/96 drei Alben einspielte. In den 2000er-Jahren gehörte er dem Mato Quartet an, mit Carlo Actis Dato, Keisuke Ohta, Marcello Magliocchi; mit Dato und Ohta spielte er des Weiteren im Trio TAO (Tomorrow Night Gig, 2002) und auf dem Fonomanie Festival in Bari in der japanisch-italienischen Formation The Chromatic Spy (gleichnamiges Album 2003). Im Bereich des Jazz war er zwischen 1979 und 2002 an acht Aufnahmesessions beteiligt. Ab den 2000er-Jahren arbeitete er weiterhin mit Takeshi Shibuya, Kunihiro Izumi und als Studiomusiker mit dem Hello! Project.